# Zwols Weekendtoernooi
Het Zwols Weekendtoernooi was een weekendschaaktoernooi dat van 1992 tot en met 2017 bijna ieder jaar werd georganiseerd. De organisatie lag in handen van het Zwols Schaakgenootschap. Na de 24e editie in 2017 verdween het toernooi.

## Lijst van winnaars

### Meervoudige winnaars
| Overwinningen | Schaker           | Land               | Jaren              |
| ------------- | ----------------- | ------------------ | ------------------ |
| 3             | Erik van den Doel | Vlag van Nederland | 1999 + 2005 + 2008 |
| 2             | Mikhail Gurevich  | Vlag van België    | 1996 + 2002        |

### Overwinningen per land
| Overwinningen | Land                                                   |
| ------------- | ------------------------------------------------------ |
| 14            | Nederland                                              |
| 3             | België                                                 |
| 2             | Hongarije                                              |
| 1             | Oezbekistan, Engeland, Zwitserland, Rusland, Duitsland |